# Arachnactis indica
Espèce
Arachnactis indica est une espèce de cnidaires de la famille des Arachnactidae.

## Systématique
Le nom valide complet (avec auteur) de ce taxon est Arachnactis indica Panikkar, 1947.